# Mevio Curzio
Mettio Curzio (Mettius Curtius) o Mevio Curzio (Mevius Curtius) o Mezio Curzio (Metius Curtius) (fl. VIII secolo a.C.) fu un personaggio leggendario della prima storia di Roma, comandante  dei Curensi Sabini al seguito di Tito Tazio.

## Biografia
Secondo il racconto leggendario mitologico di Tito Livio, Curzio partecipò alla guerra contro i Romani provocata dal Ratto delle sabine; dopo che i Romani erano stati costretti dai Curensi Sabini di Tito Tazio a ritirarsi sul Campidoglio, sconfisse ed uccise in duello il comandante romano Osto Ostilio, compagno di Romolo ed antenato (forse avo) del futuro re di Roma Tullo Ostilio. Di lui sappiamo che, sempre nel corso della battaglia del lago Curzio, procedendo a cavallo, spintosi troppo avanti rispetto alla sua schiera di armati, riuscì a scampare per miracolo dall'essere inghiottito con il suo cavallo nell'insidiosa melma scura di quei luoghi, che in virtù di questo accadimento fu chiamato Lacus Curtius.